# Monster (Band)
Monster war eine schwedische Ska-Soul-Punk-Band aus Stockholm, die von 1994 bis 2000 existierte.

## Bandgeschichte
Monster lernte sich in der Kneipenszene von Stockholm kennen. Die Mitglieder waren alle Fans von frühem britischen Punk, Bands wie The Clash und Buzzcocks, aber auch der Reggae- und Ska-Szene wie Lee Scratch Perry, aber auch US-amerikanischer Soulmusik von Motown und Stax.
Erste Veröffentlichung wurde die Extended Play Honour Your Friends. Es folgten einige weitere Sinmgles und EPs. 1997 erschien das Debütalbum Rockers Delight über MVG Records. Die Band spielte auch im Vorprogramm von The Hives.
Das zweite Album Gone Gone Gone / A Bash Dem erschien schließlich 1999 über das schwedische Punklabel Burning Heart.
Nach einem Konzert am 19. Juni 2000 auf dem Festival Hultsfred erklärte die Band vor etwa 1500 Zuschauern überraschend ihre Auflösung.

## Nach der Auflösung
Der Sänger der Band, Anders Wendin, ist mittlerweile als Moneybrother bekannt. Gustav Bendt, der ehemalige Saxophonist und Background-Sänger spielt ebenfalls bei Moneybrother. Weitere Mitglieder der Band sind bei The Concretes aktiv.

## Diskografie
Alben
- 1997: Rockers Delight (MVG Records)
- 1999: Gone Gone Gone/A Bash Dem (Burning Heart)

Kompilationen
- 1998: A Brief History of Monster (Startracks)

Singles und EPs
- 1995: Honour Your Friends (EP, Deaf & Dumb Records)
- 1996: Debbie / Keep Up…Try Some More (Single, Dolores Recordings)
- 1996: Looking for a Fight (EP, Startracks)
- 1997: Girls Just Wanna Have Fun (Picture-7’’, Apersand Records)
- 1997: You’ll Be Sorry (Maxi-CD, MVG Records)
- 1999: Ain’t Getting Nowhere (Single, Burning Heart)
- 1999: Choose Me Again (Single, Burning Heart)